# Haarbreit
Haarbreit (Capillus) war ein ungenaues am Menschen festgelegtes Längenmaß, das dem zwölften Teil einer Linie entsprach.
Als Linie, der zwölfte Teil des Zolls, wurde die Länge des Weiß an der Nagelwurzel am menschlichen Mittelfinger verstanden. Der Haardurchmesser stellte das Maß dar und somit entsprach es 1 Punkt (Duodezimal). Bei zu Grunde legen des Referenzmaßes Pariser Linie entspräche es 0,0001875 Meter.
Redensartlich bezeichnet man auch eine knappe Situation als Haarbreit daneben, die positiv oder negativ zum Gewünschten ausgegangen ist. 

## Einzelnachweis
1. ↑   Friedrich Gottlob Hayne, Carl Ludwig Willdenow: Termini botanici iconibus illustrati: oder, Botanische Kunstsprache durch Abbildungen erläutert. Berlin (1799) 1807, S. 15